# الصكوك الوطنية

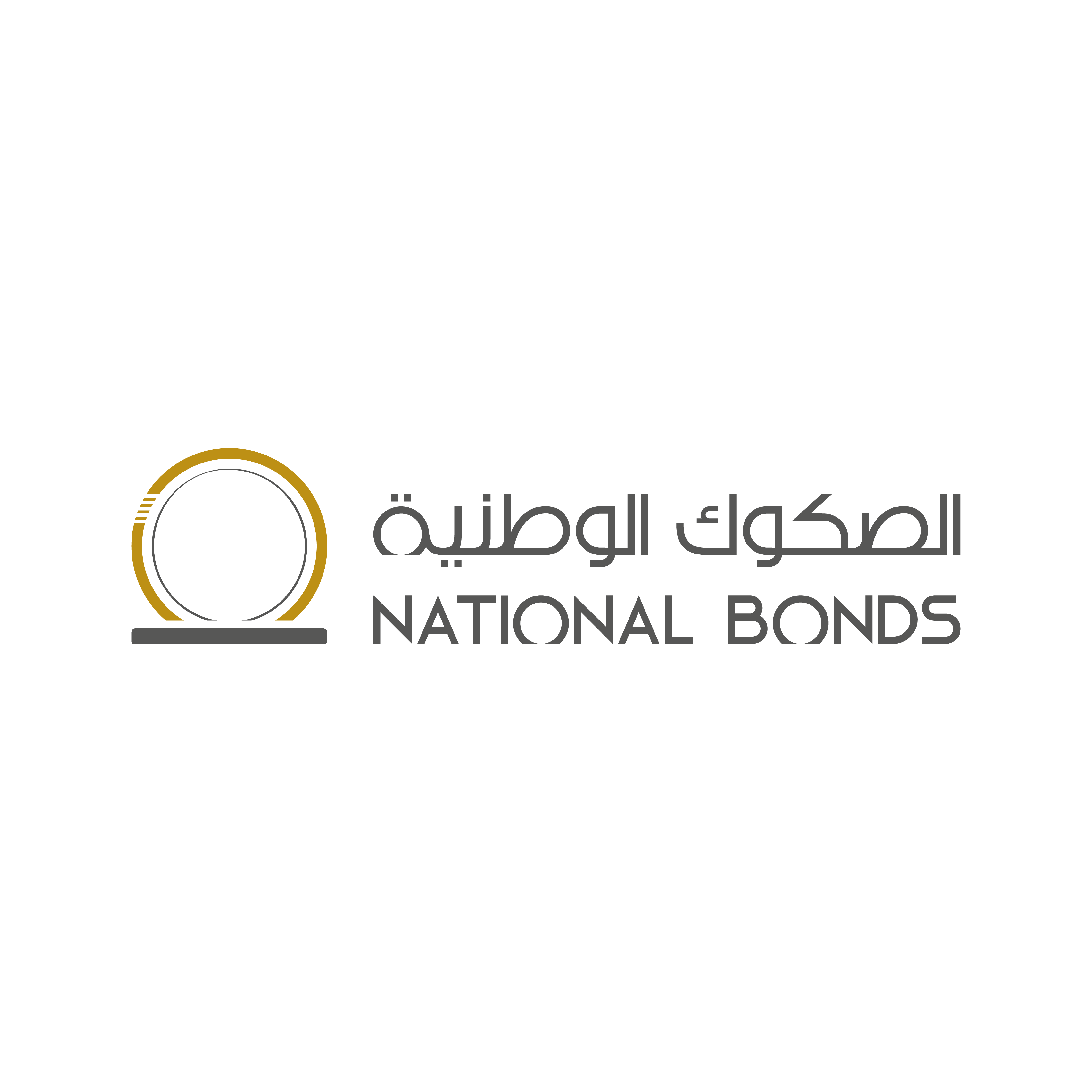

الصكوك الوطنية  هي شركة ادخار واستثمار في دولة الإمارات العربية المتحدة . هي شركة مساهمة خاصة تأسست في مارس 2006. وهي مملوكة لمؤسسة دبي للاستثمار . الصكوك الوطنية هي مؤسسة مالية خاضعة للتنظيم ومتوافقة مع أحكام الشريعة الإسلامية.   

## روابط خارجية
- موقع الكتروني